# Chaman, Pakistan
Chaman är huvudort för distriktet Killa Abdullah i den pakistanska provinsen Baluchistan. Den är belägen nära gränsen till Afghanistan, och folkmängden uppgick till cirka 120 000 invånare vid folkräkningen 2017.